# Прем'єр-міністр Ямайки
Прем'єр-міністр Ямайки — голова уряду і фактичний керівник держави Ямайка. Обирається в парламенті Ямайки як голова партії, що перемогла на парламентських виборах. Посада прем'єр-міністра Ямайки була запроваджена в 1953 р. після надання В.Британією автономії своїй колонії.

## Список прем'єр-міністрів Ямайки
Самоврядування
- 1953—1955 — Александр Бустаманте
- 1955—1962 — Норман Менлі
- 1962 — - Александр Бустаманте (2 — ий раз)

Незалежність
- 1962—1967 — Александр Бустаманте
- 1967 — - Дональд Сенгстер
- 1967—1972 — Г'ю Шерер
- 1972—1980 — Майкл Менлі
- 1980—1989 — Едвард Сіага
- 1989—1992 — Майкл Менлі (2 -ий раз)
- 1992—2006 — Персіваль Паттерсон
- 2006—2007 — Поршія Сімпсон-Міллер
- 2007—2011 — Брюс Голдінг
- 2011—2012 — Ендрю Голнесс
- 2012—2016 — Поршія Сімпсон-Міллер (2 — ий раз)
- 2016 — і зараз — Ендрю Голнесс (2 — ий раз)